# Charlie Grice
Charlie Grice (7 de noviembre de 1993) es un deportista de Reino Unido que compite en atletismo. Ganó una medalla de plata en el Campeonato Europeo de Atletismo por Equipos de 2019, en la prueba de 1500 m.